# Кепитис, Янис
Я́нис Ке́питис (латыш. Jānis Ķepītis; 2 января (15 января) 1908, усадьба Яункрогс, Трикатская волость, Валкский уезд, Российская империя, ныне Беверинский край, Латвия — 9 августа 1989) — латвийский композитор и пианист. Народный артист Латвийской ССР (1978).

## Биография
Окончил Латвийскую консерваторию у Язепса Витолса (композиция), Паула Шуберта (фортепиано) и Яниса Медыньша (дирижирование). Совершенствовался как пианист в Париже у Робера Казадезюса и в Висбадене у Вальтера Гизекинга. С 1933 года выступал в составе так называемого Трио профессора Витолса, со скрипачом Волдемаром Рушевицем и виолончелистом Атисом Тейхманисом. В 1934—1952 годах пианист-концертмейстер Латвийского радио. С 1945 года преподаватель, с 1957 года заведующий кафедрой камерного ансамбля Латвийской консерватории, с 1979 года профессор. В 1984 году оставил преподавательскую деятельность.
Написал более 300 песен. Писал также музыку к спектаклям.

## Сочинения
- опера «Женитьба Мюнхаузена» / Minhauzena precмbas (Лиепая, 1960)
- опера «Индулис и Ария» / Indulis un Ārija (по Янису Райнису, 1969)
- балет «Летняя ночь» / Vasaras nakts (Рига, 1958)
- балет «Роза Турайды» / Turaidas roze (Рига, 1966)
- оратория «Баллада о матери» для солистов, хора и симфонического оpкестра (на стихи Гунара Селги, 1968)
- кантата «Корабль „Синяя птица“» (на стихи Вилиса Плудониса, 1940)
- кантата «Песнь о Соколе» (на слова Максима Горького, 1950)
- сюита «Утро, день, вечер, ночь» для симфонического оpкестра (1934)
- «Картина» для симфонического оpкестра с хором (на стихи Вилиса Плудониса, 1936),
- «Радостная увертюра» для симфонического оpкестра (1949)
- «5 латышских танцев» для симфонического оpкестра (1952)
- симфония № 1 (1955),
- симфония № 2 (1963),
- симфония № 3 для струнного оркестра (1971)
- симфония № 4 «Лесная» (1972)
- симфония № 5 «Рассказы о Великой Отечественной войне» (1975)
- увертюра для симфонического оркестра (1976)
- вариации для 2 фортепиано и симфонического оркестра (1973)
- концерт № 1 для фортепиано и симфонического оркестра (1936)
- концерт № 2 для фортепиано и симфонического оркестра (1954)
- концерт № 3 для фортепиано и симфонического оркестра (1973)
- Концерт для скрипки и симфонического оркестра (1953, 2-я редакция 1960)
- Концерт для виолончели и симфонического оркестра (1952)
- Концерт для фагота и симфонического оркестра (1975)
- Концерт для валторны и симфонического оркестра (1940)
- Концерт для арфы и симфонического оркестра (1938)
- пьесы для оркестра народных инструментов
- «Шесть юморесок» («Разговоры музыкантов во время антракта») для флейты, кларнета, валторны, альта и 3 труб (1971)
- сюита для ансамбля виолончелей и органа (1974)
- соната для ансамбля виолончелей (1963)
- фортепианный квинтет (1948)
- струнный квартет № 1 (1933)
- струнный квартет № 2 (1946)
- струнный квартет № 3 (1975)
- фортепианный квартет (1939)
- фортепианное трио № 1 (1934)
- фортепианное трио № 2 (1940)
- фортепианное трио № 3 (1957)
- фортепианное трио № 4 (1975)
- соната для скрипки и фортепиано № 1 (1937)
- соната для скрипки и фортепиано № 2 (1974)
- рапсодия для скрипки и фортепиано (1964)
- соната для виолончели и фортепиано (1935)
- соната для альта и фортепиано (1976)
- соната для арфы и фортепиано (1974)

## Награды
- 1958 — Заслуженный деятель искусств Латвийской ССР
- 1978 — Народный артист Латвийской ССР